# Mohamed Abdelaal
Mohamed Ali Ahmad Abdelaal (in arabo محمد علي على أحمد عبدالعال‎?; Alessandria d'Egitto, 23 luglio 1990) è un judoka egiziano.
Nel 2016 ha partecipato ai Giochi olimpici di Rio de Janeiro perdendo però al secondo turno contro il russo Chasan Chalmurzaev.

## Palmarès
- Campionati africani

Maputo 2013: bronzo nei -81kg;
Libreville 2015: bronzo nei -81kg;
Tunisi 2016: oro nei -81kg;
Antanarivo 2017: oro nei -81kg;
Tunisi 2018: oro nei -81kg.
- Giochi africani

Brazzaville 2015: oro nei -81kg.